# Relações entre Transnístria e Rússia
As Relações Transnístria-Rússia são relações diplomáticas bilaterais entre a República Moldávia da Pridnestroviana (RMP) e a Federação Russa. Moscou não reconhece oficialmente a independência da Transnístria, no entanto, a Rússia mantém relações especiais com a Transnístria nas esferas política, militar, cultural e económica. A Moldávia e a Assembleia Parlamentar do Conselho da Europa consideram a RMP uma parte da Moldávia ocupada pela Rússia.